# ماری هالبرگ
ماری هالبرگ (انگلیسی: Murray Halberg؛ زادهٔ ۷ ژوئیهٔ ۱۹۳۳) دونده دو استقامت اهل نیوزیلند است.
وی همچنین برندهٔ جوایزی همچون شوالیه (عنوان) و مدال طلا شده‌است.
وی در مسابقات کشوری و بین‌المللی در مجموع برندهٔ ۳ مدال طلا شده‌است.